# Jakub Gierszał
Jakub Gierszał est un acteur polonais né le 20 mars 1988 à Cracovie.

## Carrière
Né le 20 mars 1988, Jakub Gierszal a connu quelques petits rôles notamment dans All That I Love, pour en 2011 connaître son premier grand rôle avec le rôle de Dominik Santorski dans La Chambre des suicidés, il a depuis tourné Lasting en 2013 et Dracula Untold en 2014.

## Filmographie sélective
- 2009 : All That I Love (Wszystko, co kocham) de Jacek Borcuch : Kazik
- 2010 : One Million Dollars (Milion dolarów) de Janusz Kondratiuk : Pawełek Leo
- 2011 : La Chambre des suicidés (Sala samobójców) de Jan Komasa : Dominik
- 2012 : Yuma de Piotr Mularuk : Zyga
- 2013 : Lasting (Nieulotne) de Jacek Borcuch : Michał
- 2013 : Finsterworld de Frauke Finsterwalder : Maximilian Sandberg
- 2013 : The Fold de John Jencks : Lukas
- 2013 : Hiszpanka de Lukasz Barczyk : Krystian Ceglarski
- 2014 : Dracula Untold de Gary Shore : Acemi
- 2014 : The Performer de Lukasz Ronduda et Maciej Sobieszczanski : ?
- 2015 : The Lure (Córki Dancingu) : Mietek
- 2024 : Les Couleurs du mal : Rouge (Kolory zla. Czerwien) d'Adrian Panek : Leopold Bilski

## Distinctions
- Il a été nommé en 2012 au Polish Film Awards pour le prix de meilleur acteur pour son rôle dans La Chambre des suicidés.
- Il a gagné EFP Shooting Star au Berlin International Film Festival.